# Institut d'hématologie et d'oncologie pédiatrique
 (mars 2016).
Si vous disposez d'ouvrages ou d'articles de référence ou si vous connaissez des sites web de qualité traitant du thème abordé ici, merci de compléter l'article en donnant les références utiles à sa vérifiabilité et en les liant à la section « Notes et références ».
L'Institut d'hématologie et d’oncologie pédiatrique de Lyon (IHOPe) est un établissement hospitalier spécialisé fondé en 2008 par la réunion du département de pédiatrie du centre Léon-Bérard (CLB) et du service d’hématologie de l’hôpital Debrousse, ancien établissement des Hospices civils de Lyon.
L’IHOPe est spécialisé dans le traitement et la recherche sur les cancers et les maladies du sang de l’enfant et de l’adolescent.